# Sint-Clemenskerk (Eppegem)

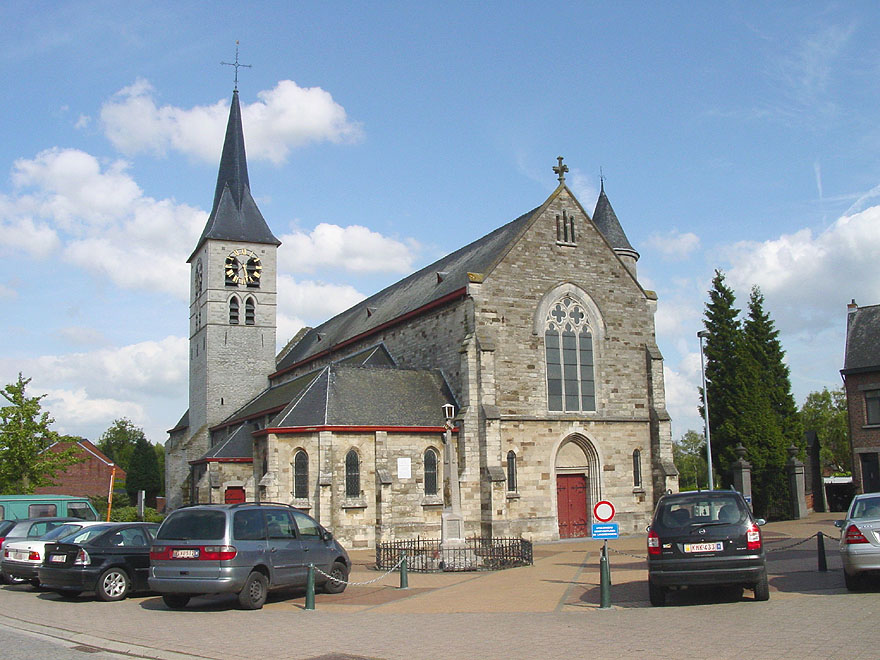
Sint-Clemenskerk

De Sint-Clemenskerk is de parochiekerk van de tot de Vlaams-Brabantse gemeente Zemst behorende plaats Eppegem, gelegen aan de Cardijnstraat.

## Geschiedenis
Van oorsprong stond hier een driebeukig romaans kerkgebouw waarvan de toren, ten noorden tegen het koor aangebouwd, bewaard is gebleven. Er bleef ook een gotische sacristie uit de 16e eeuw en een 17e-eeuwse kern in het zuidertransept bewaard. Verder zijn er nog sporen van de romaanse kerk in het gebouw aan te treffen.
De kerk werd aangepast in laat-classicistische stijl en in 1911-1912 werd de kerk aangepast en vergroot in neogotische stijl. In 1914 werden de daken en gewelven van de kerk vernield. In 1920-1921 werd de kerk gerestaureerd waarbij de situatie van 1911 werd hersteld.

## Gebouw
De noordertoren op rechthoekige plattegrond heeft een 18e-eeuwse bovengeleding en een ingesnoerde naaldspits. De driebeukige kruiskerk heeft een driezijdig afgesloten koor.

## Interieur
In de wand van de noorderbeuk werden restanten van de romaanse kerk blootgelegd. Verder is het interieur voornamelijk neogotisch. De kerk bezit 18e-eeuwse schilderijen De Emmaüsgangers door Willem Herreyns en Aanbidding der herders door Pieter Jozef Verhaghen. Uit de 17e eeuw is het schilderij Sint-Petrus door Theodoor van Loon. Uit 1797 is de beeldengroep Sint-Dominicus en Maria met Kind.